# Capitale finanziario
Il capitale finanziario è costituito da tutte le fonti o mezzi liquidi o facilmente liquidabili che il soggetto economico dell'impresa mette a disposizione all'impresa stessa al fine di dotarsi del capitale produttivo.
Inserito come tutti gli altri conferimenti nel passivo dello stato patrimoniale tra le voci del capitale netto, il capitale finanziario ha un immediato positivo impatto sul numerario e finanziario dotando l'impresa di liquidità o riducendone l'indebitamento.
Per le sole aziende intermediarie finanziarie (banche) per capitale finanziario si può anche intendere l'insieme dei mezzi finanziari destinati allo svolgimento dell'attività tipica dell'intermediazione di denaro finalizzata alla produzione d'interesse.
Si divide in impieghi e fonti.
- impieghi (investimenti): tutto ciò che mi serve per operare (capitale di funzionamento)
- fonti (finanziamenti): dove prendo i soldi per pagare gli impieghi (capitale di finanziamenti)